# 李海鹰 (作曲家)
李海鹰（1954年—），广东广州人，中国作曲家，中国音乐家协会理事。代表作有《彎彎的月亮》、《走四方》、《七子之歌》、《亮剑》原声带等。